# Spinicranaus diabolicus
Spinicranaus diabolicus is een hooiwagen uit de familie Cranaidae.